# Trakt Kalisz-Wieluń
Trakt Kalisz-Wieluń (kalisko-wieluński) – szlak drogowy, który skrócił drogę z Kalisza do Wielunia z 98 km (dotychczas drogami krajowymi lub wojewódzkimi) do około 70 km.
Trakt został realizowany siłami samorządowymi powiatów: ostrzeszowskiego, sieradzkiego, wieruszowskiego, wieluńskiego oraz miasta Kalisza i gminy Lututów.
Szlak usprawnił ruch pielgrzymkowy między największymi sanktuariami maryjnymi Polski jak Licheń i Częstochowa oraz sanktuariami mniejszymi jak Kalisz i Wieluń, a także skrócił połączenie drogowe Kalisza z Częstochową z wykorzystaniem DK43. 
Trasę oddano do użytku 6 sierpnia 2014 choć realizacja była przewidziana w latach 2007–2010. Przebudowano ponad 8,5 km drogi za kwotę ponad 3,2 mln złotych (z czego ponad 2,1 mln złotych pochodziło z dofinansowania z urzędu marszałkowskiego województwa wielkopolskiego).

## Ważniejsze miejscowości leżące na szlaku
- Kalisz (DK12, DK25, DW442, DW450, DW470)
- Wolica
- Borek
- Godziesze Wielkie
- Brzeziny (DW449)
- Głuszyna
- Klonowa
- Lututów
- Dobrosław
- Świątkowice
- Łagiewniki
- Raczyn (DK45)
- Wieluń (DK74, DK43, DK45, DW486, DW481)